# Марянувка (Нижньосілезьке воєводство)
Марянувка (пол. Marianówka) — село в Польщі, у гміні Бистшиця-Клодзька Клодзького повіту Нижньосілезького воєводства.
Населення — 66 осіб (2011).
У 1975-1998 роках село належало до Валбжиського воєводства.

## Демографія
Демографічна структура станом на 31 березня 2011 року:
|          | Загалом | Допрацездатний вік | Працездатний вік | Постпрацездатний вік |
| -------- | ------- | ------------------ | ---------------- | -------------------- |
| Чоловіки | 37      | 9                  | 25               | 3                    |
| Жінки    | 29      | 5                  | 19               | 5                    |
| Разом    | 66      | 14                 | 44               | 8                    |